# Pierre Pucheu
Pierre Pucheu, né le 27 juin 1899 à Beaumont-sur-Oise (Seine-et-Oise) et fusillé le 20 mars 1944 à Hussein-Dey (Algérie), est un industriel d'extrême droite et collaborateur français. Il a été secrétaire d'État puis ministre de l'Intérieur du gouvernement de Vichy de juillet 1941 à avril 1942. Il est en 1941 le créateur des Brigades spéciales, forces de répression supplétives de l'occupant nazi, spécialisées dans la traque des résistants et de tous ceux considérés comme les « ennemis intérieurs » de la France vichyste. 

## Les origines
Issu d'un milieu populaire, de souche béarnaise, boursier, Pierre Pucheu est reçu au concours de l'École normale supérieure (1919 L).  
En 1924, à Ixelles, il épouse Jacqueline Saintenoy (Ixelles 1900 - Paris 1978), la fille de l'architecte bruxellois renommé Paul Saintenoy. De ce mariage naîtront plusieurs enfants.
Dès l'âge de vingt-cinq ans, ce « normalien aux allures de polytechnicien » quitte le monde des lettres pour rejoindre celui de l'industrie où sa carrière le conduit successivement aux Fonderies de Pont-à-Mousson (aujourd'hui Saint-Gobain), puis au Comptoir sidérurgique de France où il coordonne les exportations des sidérurgistes français dans toute l'Europe. À ce poste, il supervise le financement de groupements politiques d'extrême droite comme le PPF, auquel il adhère, avec de l'argent venu essentiellement du Comité des forges.
En 1934, il adhère aux Volontaires nationaux, liés aux Croix-de-feu du colonel de La Rocque, dont il démissionne à l'été 1935, après le rejet de son rapport « Vers une économie nouvelle », dans lequel il renvoyait dos-à-dos capitalisme et communisme, et plaidait « pour une troisième voie où les travailleurs et les syndicats seraient associés aux processus de décision ». Il rejoint ensuite le Parti populaire français (PPF) que vient de créer Jacques Doriot, où il siège au bureau politique. Il en démissionne à l'automne 1938, reprochant à Doriot son approbation des accords de Munich et sa perception de fonds occultes en provenance du gouvernement fasciste italien. Sa critique ne mentionne pas les fonds venus de l'Allemagne nazie.
Il s'éloigne alors provisoirement de la vie politique pour prendre en 1939 la direction des établissements Japy, dépendant du groupe Worms. Il est par ailleurs président du Comptoir sidérurgique de France. Fin 1940 il devient président du Comité d'organisation des machines de bureau, puis de celui des industries mécaniques, chargé des contacts avec les services officiels allemands[réf. nécessaire][Quoi ?].

## Ministre du gouvernement de Vichy
Pucheu fait son entrée dans le gouvernement de l'amiral Darlan le 25 février 1941 en compagnie de plusieurs autres « technocrates » (François Lehideux, Jacques Barnaud), proches de la banque Worms. Nommé secrétaire d'État à la Production industrielle, son rapport à l’Allemagne occupante est diversement apprécié par les historiens.
Selon Robert Aron, promoteur de la thèse du glaive et du bouclier aujourd’hui disqualifiée par les historiens, il aurait freiné l'exécution des commandes de la Wehrmacht ». Il aurait manifesté également son hostilité à l'égard de l'Allemagne en s'opposant à la signature des protocoles de Paris dans lesquels l'amiral Darlan acceptait de consentir en Afrique une aide militaire aux Allemands.
Depuis les travaux de Robert Paxton, notamment, il est établi que Darlan pouvait compter sur Pucheu et sur ceux qui comme lui étaient les plus déterminés à une collaboration active avec l'Allemagne, tant en matière économique que de répression du communisme,. Déjà avant guerre, comme agent du cartel sidérurgique, il s'était efforcé de promouvoir une coopération entre les industries lourdes allemandes et françaises. Il n'était pas seulement enclin, mais aussi déterminé à rejoindre l'ennemi. À la Production industrielle, il supervisa l'envoi en Allemagne de produits manufacturés et de 30 000 tonnes de cuivre mais il servit aussi d'intermédiaire (comme Bichelonne) en vue du transfert sous propriété ou contrôle allemand d'usines françaises. Il en aurait personnellement tiré un bénéfice substantiel et renforcé ses propres affaires.
Son ambition le pousse à accepter de nouvelles fonctions. « Je ne porte intérêt dans la vie qu'aux extrêmes, déclare-t-il un jour à l'ambassadeur de Suisse. Je finirai au plus haut ou au plus bas, ou bien de mort violente. Pour moi, il n'y a pas d'autre issue ».
Le 18 juillet 1941, il est nommé secrétaire d'État à l'Intérieur, puis promu ministre à ce poste le 11 août. Il est immédiatement confronté aux attentats perpétrés contre des militaires allemands par les communistes, entrés en résistance armée après la rupture du Pacte germano-soviétique le 22 juin 1941. Le premier attentat, au cours duquel le colonel Fabien tue l'aspirant Moser sur le quai du métro Barbès, a lieu le 21 août 1941.
Pour éviter les représailles annoncées par les Allemands, Pucheu propose la création de la section spéciale de la cour d'appel de Paris et du tribunal d'État, qui condamne à mort trois personnes, militants communistes et/ou juifs, en vertu d'une loi rétroactive, pour des faits qui n'auraient été passibles que de cinq années de prison au temps où ils avaient été commis. Il crée par arrêté du 6 octobre 1941 un service de police anticommuniste. Les Allemands le considéraient comme l'homme le plus sûr. Il est le ministre anticommuniste, celui dont la fonction est de rassurer l'occupant sur la sécurité alors qu'il est en train d'attaquer vers l'Est et que la France possède, au moins potentiellement, le plus fort parti communiste en dehors de l'URSS et de la Chine.
Fin octobre, en représailles à l'assassinat, à Nantes, du lieutenant-colonel Holtz, chef de la Kommandantur, les Allemands décident de fusiller 100 otages, 50 immédiatement, 50 si les auteurs de l'attentat ne sont pas découverts dans les 48 heures. Pucheu intervient alors pour « obtenir des Allemands qu'ils choisissent de préférence des militants communistes avérés ».
Les services du ministre de l'Intérieur du gouvernement de collaboration de Pétain, Pierre Pucheu, proposent une liste de 61 noms, des otages essentiellement communistes « pour éviter de laisser fusiller cinquante bons Français ». Sur les 27 fusillés de Châteaubriant, les listes de Pucheu en contiennent 17. Guy Môquet n'était pas dans les listes de Pucheu, ce sont les Allemands qui l'ont rajouté en fonction de leur propre politique des otages,.
Globalement, les Allemands se félicitent de son action : « Les exécutions françaises continueront à avoir plus d’effet que les exécutions allemandes il est souhaitable de renforcer le pouvoir de ministre français de l’Intérieur ».
Pour éviter la multiplication des attentats par des résistants — attentats dans un premier temps critiqués par de Gaulle qui, tout en saluant les « courageux garçons » qui les commettent, les juge inopportuns —, Pucheu en traque impitoyablement les auteurs. En novembre, la police parvient notamment à arrêter sept membres d’un groupe communiste prétendument responsable de l'attentat de Nantes, qui sont remis au tribunal militaire allemand (compétent pour juger les auteurs d'actes portant atteinte aux troupes d'occupation).
Ils sont jugés au palais Bourbon le 6 mars 1942, condamnés à mort et fusillés. Il en ira de même pour 27 des membres du groupe responsable de l'attentat au cours duquel, le 1er mars, est tuée une sentinelle allemande, jugés en avril 1942 à la Maison de la Chimie. Pucheu devient alors la « bête noire » des communistes, qui voient en lui le bras armé de la répression allemande : « Les chefs communistes qui en pleine conscience multiplient les embûches sur le chemin du gouvernement du Maréchal commettent une faute grave qui exclura tout pardon ».
Dans le même temps pourtant, en zone libre, il traque tout aussi impitoyablement les espions allemands ou les Français travaillant pour les Allemands, arrêtés par la Surveillance du territoire dirigée par son adjoint, le commandant Henri Rollin, sur les informations données par les services de contre-espionnage du colonel Paul Paillole. 637 agents allemands sont arrêtés en zone libre ou en Afrique du Nord sous son ministère, donnant lieu à 119 condamnations à mort prononcées par les tribunaux militaires de la zone libre ou de l'AFN, dont 37 sont suivies d'exécutions,.
De même, selon Tasca (socialiste italien converti au régime de Vichy), il « fait tout pour torpiller la Légion des volontaires français », qui recrute des Français pour aller se battre aux côtés des Allemands sur le front russe et interdit les réunions du PPF de Doriot et de la LVF (en zone libre).
De même encore, il tente (vainement) en janvier et février 1942 de tisser des liens avec la résistance non communiste, et notamment les réseaux Alliance et Combat. Diethelm fait ainsi état de contacts entre lui et les milieux gaullistes (contact avec le réseau Combat). Il ne s'agissait nullement pour lui de passer à la Résistance, mais bien au contraire de l'utiliser pour renforcer les contacts avec les Américains, qui a l'époque avait de meilleures relations avec Vichy qu'avec De Gaulle. Il se montra sensible aux vues américaines sur le Maghreb où il fit un voyage en mars 1942. Le 7, à Alger, il y loua la politique du maréchal d'intégration à l'Europe (les infiltrations américaines étaient déjà notoires). Ce qui lui vaudra d'être refusé dans l'équipe Laval sur ordre des Allemands qui désormais voyaient en lui un agent américain.[réf. nécessaire]

## Après son départ du gouvernement
Pucheu quitte le gouvernement au retour de Laval, le 18 avril 1942.
Loin de cesser ses activités politiques, il rédige courant septembre un rapport à l'attention du maréchal Pétain dans lequel il fustige « la politique inutilement humiliante » conduite par Laval depuis son retour au pouvoir. « L'effort de guerre du Reich, écrit-il, ne connaîtra plus d'ici peu que les lois aveugles de la nécessité. Devant les exigences illimitées où il sera progressivement conduit à notre égard, un gouvernement français résigné à plier prendra chaque jour davantage, devant son propre pays et devant le reste du monde, l'apparence et la réalité d'un gouvernement au service de l'étranger ». Il invite Pétain à « négocier dans le secret avec les Alliés » pour déterminer avec eux la date de leur débarquement en Afrique française du Nord, débarquement qu'il juge imminent, de manière à « préparer une opération aéronavale de grande envergure sur Toulon pour permettre à la flotte française de se dégager avec un minimum de risques ».
Début octobre, il se rend à Vichy pour adjurer Pétain de partir pour Alger le moment venu afin d'y appeler et d'y accueillir les forces anglo-américaines et faire rentrer la France dans la guerre à leurs côtés. « Le Maréchal, écrit-il, fut littéralement affolé par mon exposé. Il souligna d'abord qu'il se considérait comme engagé d'honneur, vis-à-vis du peuple français, à ne quitter en aucun cas le sol de la patrie et à rester solidaire du sort matériel des quarante millions de Français qui ne pourraient pas partir de la métropole. (…) Je compris nettement que ce grand vieillard reculait avec épouvante devant l'appel de l'action. Son grand âge, le côté temporisateur de son caractère qui l'avait conduit de tout temps vers les batailles défensives plutôt que vers les opérations d'assaut, le portaient irrésistiblement vers la solution d'attente. D'autre part, l'action quotidienne, habile, persistante de Laval qui le voyait chaque jour plusieurs heures depuis quelques mois contribuait à lui dissimuler l'évolution des événements et la nécessité d'agir. » 
Il tente ensuite sa chance auprès de l'amiral Darlan, qui ne croit pas à l'imminence d'un débarquement américain sur les plages d'Afrique et renvoie l'examen de sa proposition au printemps suivant. Pucheu prend alors contact avec le général Giraud, qui s'est évadé fin avril de la forteresse, où il était détenu en Allemagne et s'est retiré dans la région lyonnaise. Giraud est en contact avec les Alliés. Il sait, lui, que les préparatifs américains en vue d'un débarquement en Afrique du Nord sont en cours. Il ne cache pas à Pucheu être déterminé à partir pour Alger lorsque ces événements surviendront pour y prendre la direction des opérations et l'invite à l'y rejoindre.

## L'Afrique du Nord
Après le débarquement des alliés en Afrique du Nord, Pucheu franchit clandestinement la frontière espagnole. Dès son arrivée à Madrid, il contacte Giraud et propose de prendre un poste dans l'armée correspondant à son grade de capitaine de réserve. « Si j'ai quitté la France, c'est pour servir, écrit-il. Ma seule ambition est de pouvoir rentrer sur le sol national sous l'uniforme avec le premier corps de débarquement. »
Mais, pour des raisons indépendantes de sa volonté, son passage en Afrique du Nord ne peut s'effectuer dans des délais rapides. Il ne peut embarquer que début mai à destination du Maroc avec, dans sa poche, une lettre du général Giraud, reçue en mars, dans laquelle était écrit : « Mon cher ami, votre venue se heurte à des difficultés que je préfère, en toute amitié, vous exposer nettement. Vous avez appartenu au gouvernement de Vichy et, à tort ou à raison, accumulé contre vous beaucoup d'inimitiés de la part des éléments qui, en France, entendaient résister à l'Allemand. […] C'est un fait que je regrette, mais vous ne pouvez l'ignorer. Par ailleurs, j'estime que pour mener actuellement la lutte contre l'ennemi, toutes les bonnes volontés doivent être utilisées. Je suis donc tout prêt à vous accueillir et à vous donner une place dans une unité combattante sous réserve que vous ne ferez aucune politique. Je vous demande de passer ici sous un nom d'emprunt pour éviter tout incident. Avec de la persévérance, nous réussirons. À bientôt j'espère, avec l'assurance de mes plus cordiaux sentiments. Henri Giraud ».
C'est avec confiance qu'il embarque en conséquence à Setúbal (Portugal) sur le Sidi Brahim, navire qui doit le conduire en compagnie de 900 autres « évadés de France » en Afrique du Nord. Il débarque à Casablanca le 8 mai 1943. Mais à Alger, le rapport des forces entre Giraud, les gaullistes et les communistes a changé. Pucheu ayant été reconnu à bord du Sidi Brahim, ces derniers sont informés de sa présence. Ils réclament aussitôt son arrestation, son jugement et sa tête. Giraud le lâche, arguant que l'anonymat dans lequel Pucheu devait se rendre en Afrique du Nord n'a pas été respecté. Pucheu est arrêté et transféré à Alger. Une instruction est ouverte. Une campagne de presse d'une rare violence est lancée contre lui et c'est dans une atmosphère d'arène que s'ouvre son procès le 4 mars 1944.[réf. nécessaire]

## Procès
Le procès se déroule devant une juridiction d'exception nommée « tribunal d'armée à compétence particulière », composée de trois généraux et de deux magistrats choisis directement par de Gaulle et le commissaire à la guerre du Comité français de libération nationale (CFLN), André Le Troquer. Le colonel Passy, chef des services secrets de la France libre, écrira à ce sujet : « De Gaulle m'a dit : “Pucheu sera condamné, vous avez vu ses juges, ils attendent une étoile de plus, ils l'auront” ».
Dans ce procès, où la quasi-totalité des témoins, dont les avocats de Pucheu, ayant demandé l'audition au juge d'instruction, n'ont pas été entendus, Pucheu se défend pourtant pied à pied. « Il domine totalement les débats », note le correspondant du Sunday Express. « Éloquent, athlétique, courageux, il est ce qu'on appelle un chef », écrit Jean Lacouture.
Après cinq jours d'audience, les juges se retirent pour délibérer. Le matin même, La Marseillaise a titré à leur intention : « Le devoir est d'être implacable. Pucheu a trahi. Cette tête doit tomber ». Moins d'une heure plus tard, le verdict est rendu. Pucheu est condamné à mort. Le colonel Passy commentera ainsi la sentence : « Je sortis [de la salle d'audience] écœuré et, pour la première fois depuis les jours sombres de juin 1940, plein d'une folle anxiété. Ce jour-là en effet, je sentis que les espoirs que la plupart d'entre nous avaient conçus, au sein des Forces françaises libres, seraient brutalement déçus. Je réalisai pleinement, d'un seul coup, comme par une gifle étourdissante, que ce monde meilleur, rénové par la souffrance et le combat en commun, auquel nous avions rêvé, était mort avant que d'éclore. »
Les juges expriment cependant le vœu que la sentence ne soit pas exécutée. Plusieurs démarches (dont celle du général Giraud) sont effectuées en ce sens auprès du général de Gaulle. Recevant en dernier lieu les avocats du condamné venus lui demander la grâce, de Gaulle leur dit : « Je garde mon estime à monsieur Pucheu ; faites lui savoir que je suis persuadé que ses intentions étaient bonnes, qu'il était sincère. Mais dans la période où nous vivons, nos personnes ne comptent pas, notre seul guide doit être la raison d'État. »[réf. nécessaire]
Dans la dernière déclaration qu'il aurait prononcée devant ses juges faisant allusion à De Gaulle, il aurait dit : « Celui-là, qui porte aujourd'hui l'espérance suprême de la France, si ma vie peut lui servir dans la mission qu'il accomplit, qu'il prenne ma vie ! Je la lui donne ».
Le 20 mars 1944, Pucheu est fusillé sur l'hippodrome d'Alger.

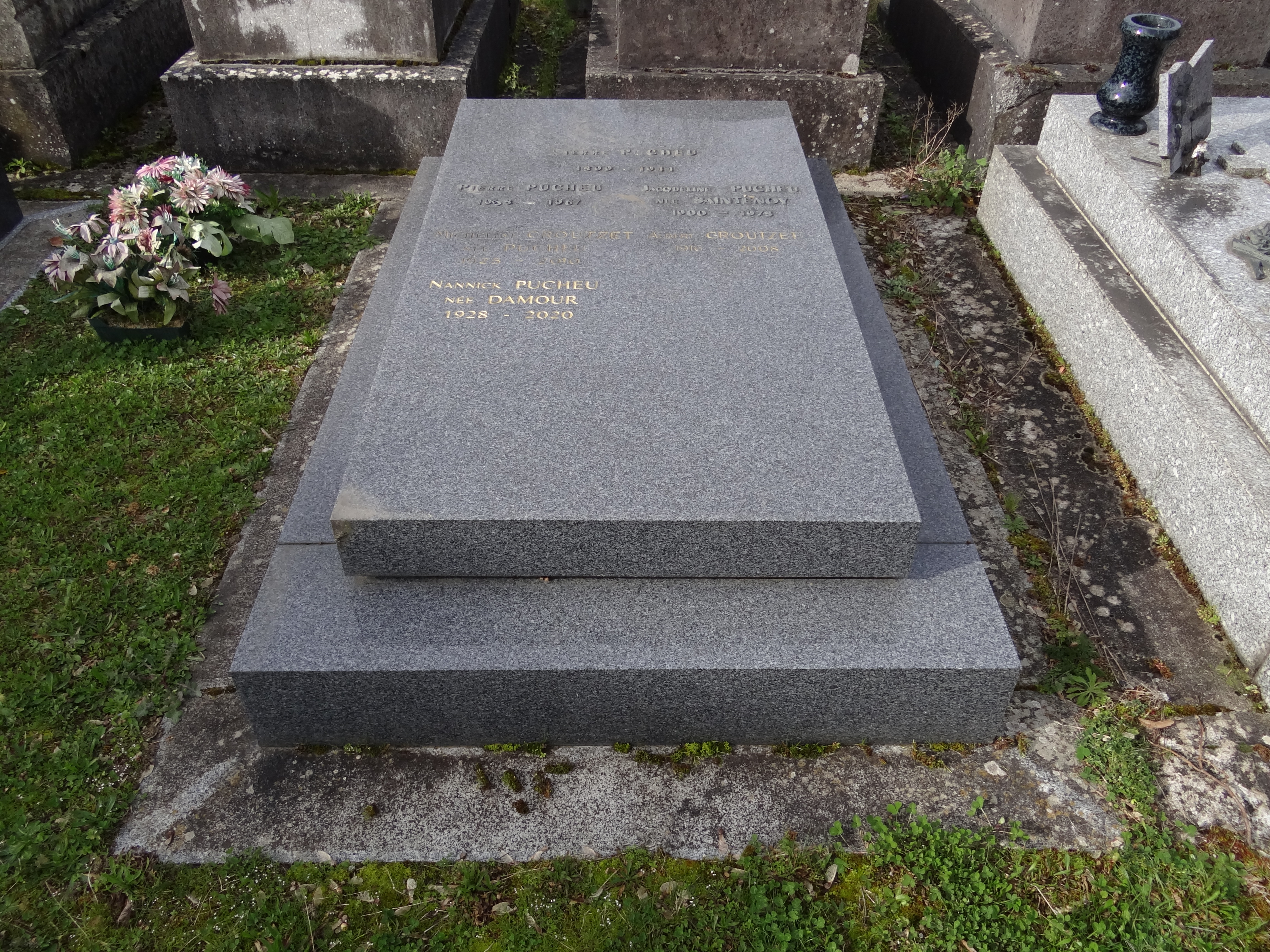
La tombe de Pierre Pucheu au cimetière parisien de Thiais (Val-de-Marne).

La veille, le condamné avait réclamé l'honneur de commander « Feu » à son peloton d'exécution. Ce qui lui fut accordé par le lieutenant-colonel Billotte, chef d'état-major particulier du général de Gaulle.[réf. nécessaire]

## Dans la culture
Dans le film Section spéciale (1975), son rôle est interprété par Michael Lonsdale.